# URS Corporation
URS Corporation war ein US-amerikanisches Dienstleistungsunternehmen im Bereich der Entwicklung und Betreuung von Bau- und Umweltsanierungsprojekten.
URS wurde 1951 als Broadview Research gegründet und war seit 1957 eine Aktiengesellschaft. 1968 wurde United Research Incorporated aus Cambridge aufgekauft und der Name von Broadview Research in United Research Services geändert. Über die Jahre wuchs URS durch verschiedene Käufe, u. a. von Woodward-Clyde Group Inc (1997), Dames and Moore (1999), EG&G (2002), Washington Group International (2007), Scott Wilson (2010) und BP Barber (2011) weiter.
Im Jahr 2014 wurde URS für 6 Mrd. US-Dollar von AECOM übernommen.